# Lutte aux Jeux olympiques d'été de 1968
Navigation
Tokyo 1964 Munich 1972

## Tableau des médailles pour la lutte
| Rang | Pays                 | Médaille d'or | Médaille d'argent | Médaille de bronze | Total |
| ---- | -------------------- | ------------- | ----------------- | ------------------ | ----- |
| 1    | Japon                | 4             | 1                 | 0                  | 5     |
| 2    | Union soviétique     | 3             | 5                 | 1                  | 9     |
| 3    | Bulgarie             | 2             | 3                 | 1                  | 6     |
| 4    | Hongrie              | 2             | 0                 | 2                  | 4     |
| 5    | Allemagne de l'Est   | 2             | 0                 | 0                  | 2     |
| 5    | Turquie              | 2             | 0                 | 0                  | 2     |
| 7    | Iran                 | 1             | 0                 | 2                  | 3     |
| 8    | France               | 0             | 2                 | 0                  | 2     |
| 8    | États-Unis           | 0             | 2                 | 0                  | 2     |
| 10   | Mongolie             | 0             | 1                 | 3                  | 4     |
| 11   | Roumanie             | 0             | 1                 | 2                  | 3     |
| 12   | Yougoslavie          | 0             | 1                 | 1                  | 2     |
| 13   | Tchécoslovaquie      | 0             | 0                 | 2                  | 2     |
| 14   | Grèce                | 0             | 0                 | 1                  | 1     |
| 14   | Allemagne de l'Ouest | 0             | 0                 | 1                  | 1     |

## Lutte gréco-romaine
| Épreuves                    | Or                               | Argent                             | Bronze                          |
| --------------------------- | -------------------------------- | ---------------------------------- | ------------------------------- |
| Poids mouches - 52 kg       | Petar Kirov Bulgarie             | Vladimir Bakulin Union soviétique  | Miroslav Zeman Tchécoslovaquie  |
| Poids coqs, 52 - 57 kg      | János Varga Hongrie              | Ion Baciu Roumanie                 | Ivan Kochergin Union soviétique |
| Poids plumes, 57 - 63 kg    | Roman Rurua Union soviétique     | Hideo Fujimoto Japon               | Simion Popescu Roumanie         |
| Poids légers, 63 - 70 kg    | Muneji Munemura Japon            | Stevan Harvat Yougoslavie          | Pétros Galaktópoulos Grèce      |
| Poids mi-moyens, 70 - 78 kg | Rudolf Vesper Allemagne de l'Est | Daniel Robin France                | Károly Bajkó Hongrie            |
| Poids moyens, 78 - 87 kg    | Lothar Metz Allemagne de l'Est   | Valentin Olenik Union soviétique   | Branislav Simic Yougoslavie     |
| Poids mi-lourds, 87 - 97 kg | Boyan Radev Bulgarie             | Nikolai Yakovenko Union soviétique | Nicolae Martinescu Roumanie     |
| Poids lourds, + 97 kg       | István Kozma Hongrie             | Anatoly Roshchin Union soviétique  | Petr Kment Tchécoslovaquie      |

## Lutte libre
| Épreuves                    | Or                                | Argent                         | Bronze                                 |
| --------------------------- | --------------------------------- | ------------------------------ | -------------------------------------- |
| Poids mouches - 52 kg       | Shigeo Nakata Japon               | Richard Sanders États-Unis     | Surenjav Sukhbaatar Mongolie           |
| Poids coqs, 52 - 57 kg      | Yojiro Uetake Japon               | Donald Behm États-Unis         | Aboutaleb Talebi Iran                  |
| Poids plumes, 57 - 63 kg    | Masaaki Kaneko Japon              | Enyu Todorov Bulgarie          | Shamseddin Seyed-Abbassi Iran          |
| Poids légers, 63 - 70 kg    | Abdollah Movahed Iran             | Enyu Valchev Bulgarie          | Danzandarjaagiin Sereeter Mongolie     |
| Poids mi-moyens, 70 - 78 kg | Mahmut Atalay Turquie             | Daniel Robin France            | Dagvasuren Purev Mongolie              |
| Poids moyens, 78 - 87 kg    | Boris Gurevich Union soviétique   | Munkbat Jigjid Mongolie        | Prodan Gardzhev Bulgarie               |
| Poids mi-lourds, 87 - 97 kg | Ahmet Ayik Turquie                | Shota Lomidze Union soviétique | József Csatári Hongrie                 |
| Poids lourds, + 97 kg       | Alexander Medved Union soviétique | Osman Duraliev Bulgarie        | Wilfried Dietrich Allemagne de l'Ouest |